# Бичковська Зінаїда Михайлівна
Зінаїда Михайлівна Бичковська (біл. Зінаіда Міхайлаўна Бычкоўская; 15 січня 1941, с. Калачі, Логойський район —) — Герой Соціалістичної Праці (1973).
З 1959 року — прядильниця Мінського камвольного комбінату. Звання Героя присвоєно за успіхи у виконанні виробничих планів, збільшення виробництва товарів народного споживання і поліпшення їх якості.
З 27 грудня 1976 року по 28 лютого 1977 року виконувала обов'язки Голови Президії Верховної Ради Білоруської РСР.